# Rio Glacier
O rio Glacier é um curso de água localizado a aproximadamente 19 quilômetros a noroeste de Whittier, próximo à Península de Kenai, no estado do Alasca, Estados Unidos.

## Curso
O rio Glacier tem sua nascente em um lago de água de degelo do Glaciar Twentymile, situado em um vale remoto. De lá, flui por um amplo vale, onde recebe as águas do rio Carmen. O rio percorre cerca de 10,5 quilômetros até encontrar o Rio Twentymile.

## Nomeação
O nome "Glacier River" foi atribuído em 1898 pelo Capitão E. F. Glenn.